# Ellipteroides alatus
Ellipteroides alatus är en tvåvingeart som först beskrevs av Alexander 1981.  Ellipteroides alatus ingår i släktet Ellipteroides och familjen småharkrankar. Inga underarter finns listade i Catalogue of Life.